# Cortaillod-Est
Le village de Cortaillod-Est est un site archéologique du Bronze final, situé au large du lieu-dit Petit-Cortaillod, dans le lac de Neuchâtel. Dans les années 1980, il a été le premier site de cette période à avoir été entièrement fouillé dans l’eau, enrichissant considérablement la connaissance des habitats palafittiques de l’âge du bronze, et participant de façon significative aux progrès de l’archéologie subaquatique. Le village est constitué d’une vingtaine de maisons organisées en huit rangées parallèles au rivage. Ces habitations sont ceinturées au nord par une digue-palissade, et s’ouvrent à différentes aires ouvertes aménagées sur le pourtour du site. La construction de Cortaillod-Est a débuté en l’an 1009 av. J.-C. (Ha. B1) et son occupation a duré environ un demi-siècle. Dès 985 av. J.-C. (Ha. B2), on constate un déplacement de la zone construite en direction de l’arrière-pays, qui correspond au site de Cortaillod-Plage. À partir de 870 av. J.-C. enfin (Ha. B3), un troisième village est fondé à l’ouest de Cortaillod-Est qu’on a appelé Cortaillod-Les Esserts. La baie de Cortaillod a ainsi connu une intense occupation humaine durant le Bronze final, dont l’agglomération de Cortaillod-Est constitue la première expression.

## Géographie

### Localisation
Le site archéologique de Cortaillod-Est se situe sur la commune de Cortaillod, dans le canton de Neuchâtel en Suisse. Il est placé sur la rive nord-ouest du lac de Neuchâtel et au sud-ouest du delta de l’Areuse, au pied d’un plateau molassique recouvert par un important dépôt morainique.

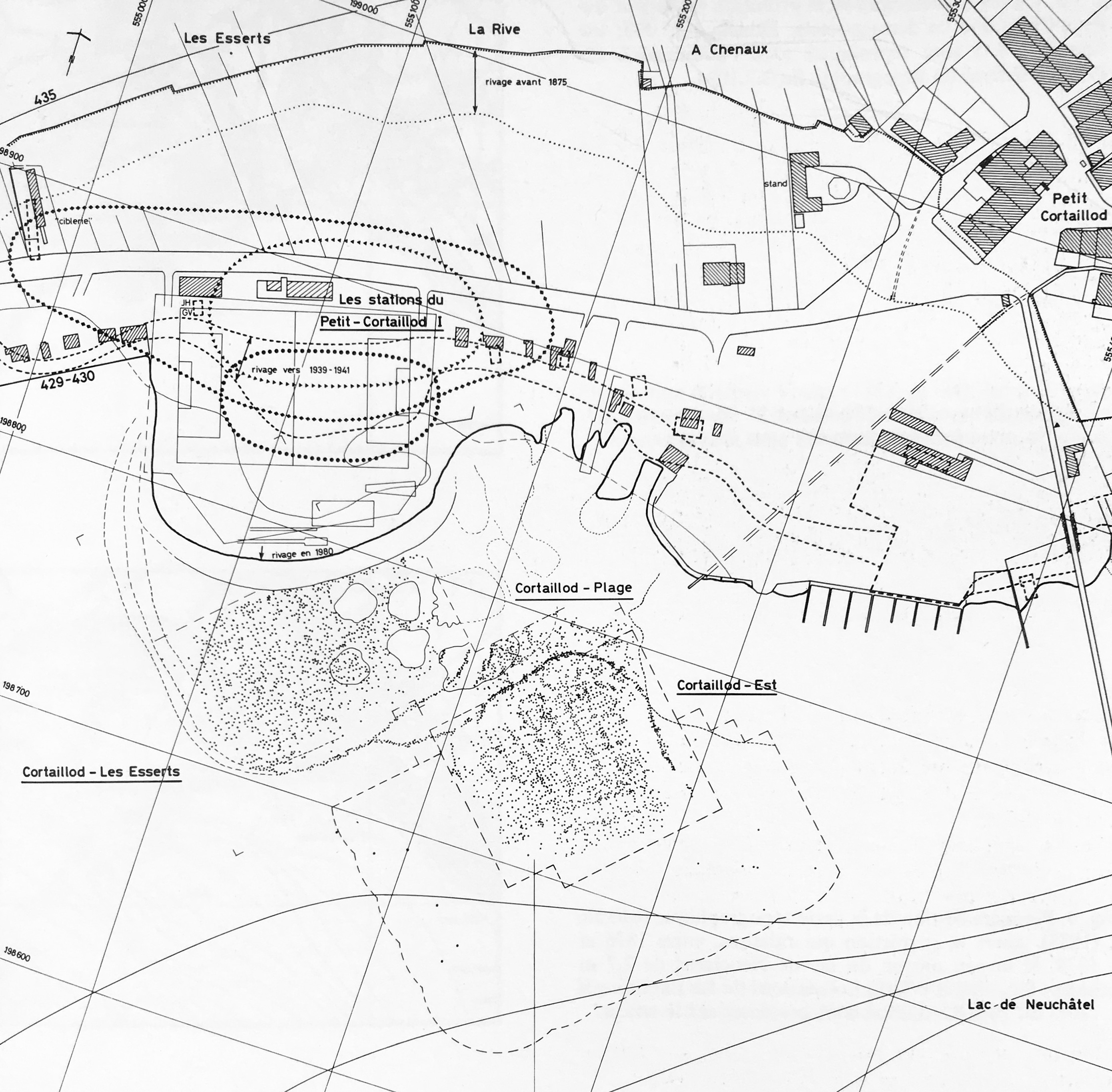
Répartition des sites archéologiques de la baie de Cortaillod, selon Arnold 1986.

### Topographie
La partie centrale du village repose sur une petite terrasse plane située à 426 m d’altitude, soit environ 3 m en dessous du niveau actuel du lac. Cette zone est surmontée à l’est par une large plage de galets, et au sud-ouest par un talus de 40 à 50 cm de hauteur qui rejoint la plate-forme littorale. Au cours des millénaires qui nous séparent du Bronze final, la profondeur relative de cette plate-forme l'a généralement protégée de l'érosion. À la fin du XIXe siècle cependant, la première Correction des eaux du Jura amorce un processus progressif de régulation anthropique du niveau des lacs de la région. Ce processus implique une baisse des eaux qui démultiplie les effets de l'érosion sur certains sites archéologiques comme Cortaillod-Est où le sédiment a été puissamment remanié par la houle depuis. Grâce aux carottages pratiqués sur la zone dans les années 1980, neuf unités stratigraphiques principales ont pu être documentées à l’emplacement du village de Cortaillod-Est, qui correspondent à autant de phases de sédimentation lacustre. Parmi ces phases cependant, aucune couche archéologique épargnée par l'érosion n’a pu être observées et « [...] il reste même difficile de situer la position stratigraphique des niveaux de l’Âge du bronze. ». Le niveau de circulation qu’ont foulé les préhistoriques n’a donc pas pu être identifié, mais devait se présenter sous la forme d’un sol de sédiments lacustres sableux plus ou moins empierré et généralement sec.

## Histoire de la recherche

### Les recherches duXIXesiècle
La première mention des sites de l’Âge du bronze présents dans la baie de Cortaillod dont nous ayons connaissance remonte à la seconde moitié du XIXe siècle. Dès 1858, l’archéologue zurichois Ferdinand Keller qui répertorie les stations lacustres de la région des Trois Lacs signale près du rivage un grand site de l’Âge du bronze au lieu-dit Pervou, qu’il localise grâce au large champ de pieux visible sous les eaux. Probablement est-ce précisément Cortaillod-Les-Esserts qu’il décrit, sans que l’on puisse vraiment s’en assurer. Deux ans plus tard, en 1860, l’archéologue vaudois Frédéric Troyon signale également ces vestiges mais en les situant au lieu-dit Les Rives, et distingue cette fois explicitement une seconde structure, plus bas, qui correspond vraisemblablement à Cortaillod-Est. Comme tous les sites archéologiques lacustres identifiés à cette époque, les stations littorales de la baie de Cortaillod font rapidement l’objet d’un intense phénomène de pêche aux antiquités qui explique la faible représentation des objets de grandes dimensions découverts lors des fouilles postérieures. En 1876, la première correction des eaux du Jura permettra même un nouvel essor de cette pratique. Abaissant le niveau du lac de 2.7 mètres, cette entreprise colossale n'expose pas les sites archéologiques immergés qu'à l'érosion, mais rapproche également considérablement les antiquaires et leurs embarcations des vestiges engloutis. De ce fait, les récoltes d’objets anciens se multiplient jusqu’au siècle suivant. En 1884, l’instituteur neuchâtelois Albert Vouga publie un article dédié aux Objets recueillis dans la station principale de la pierre de Cortaillod. C'est le site Néolithique de Port-Conty I qu'il identifie, ainsi que deux champs de pieux distincts qu’il attribue avec raison à l’Âge du bronze. De toute évidence, il s’agit bien des villages de Cortaillod-Les-Esserts et de Cortaillod-Est, que le siècle suivant verra documenter plus avant.

### Les recherches duXXesiècle

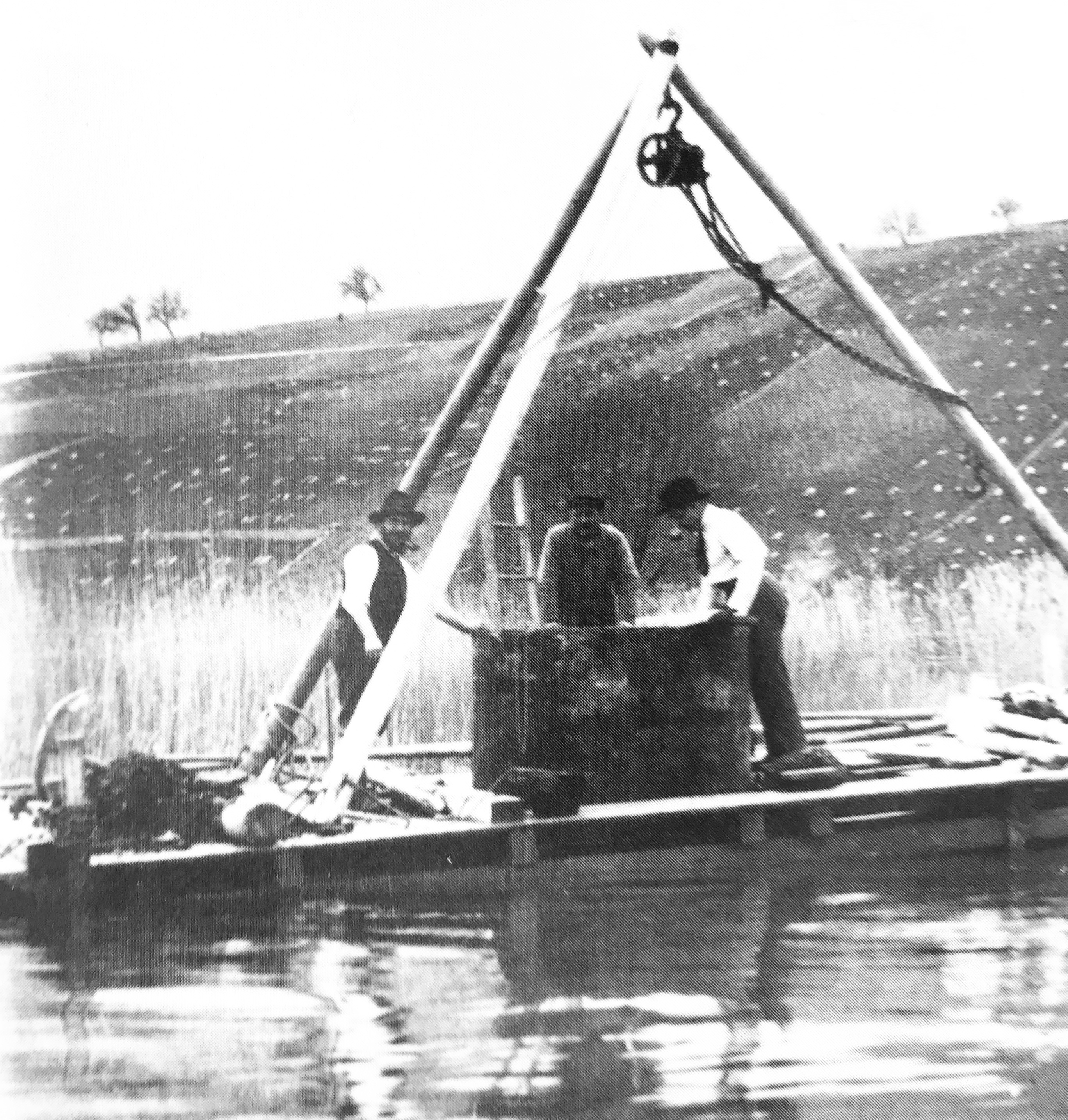
Photographie de la « virole » de Paul Vouga, 1925.

De mars à avril 1925, le premier Archéologue Cantonal de Neuchâtel Paul Vouga (le fils d’Albert) entreprend plusieurs sondages sur le site de Cortaillod-Est. Cette recherche nécessite la conception d’un engin novateur : « la virole ». Il s’agit d’un large cylindre de fer ouvert à chaque extrémité. Une fois enfoncé dans le sol lacustre depuis un radeau, il permettait de pomper l’eau qu’il contenait et d’accéder de pied sec au fond du lac pour l’étudier et le fouiller. Ces sondages mènent à élaborer une première stratigraphie du site qui compte quelques points où les dépôts organiques sont importants. À cette époque, il semble donc que des couches archéologiques subsistaient encore à Cortaillod-Est. De même, cette campagne permet d’observer de nombreux fragments de parois en clayonnage disparus depuis.
En 1927, c’est à nouveau sous l’impulsion énergique de Paul Vouga que le Service de l’Aérodrome fédéral de Dübendorf effectue une campagne de photographies aériennes visant à documenter les habitats palafittiques de la région. Cette entreprise constituera d’ailleurs la première campagne de prospections aériennes de l’archéologie suisse, démarche qui deviendra essentielle pour la recherche contemporaine. A posteriori, ces clichés se montrent par ailleurs particulièrement précieux. D’une part, ils documentent l’état du champ de pieux tel qu’il se présentait avant que l’érosion ne l’altère plus profondément. D’autre part, l'excellente qualité de ces images en a fait une base documentaire essentielle pour les recherches postérieures, à commencer par les travaux de Daniel Vouga (le fils cadet de Paul). Celui-ci intègre en effet les photographies de 1927 à sa thèse de préhistoire qu'il défend en 1943, et qui constituera la première carte archéologique du canton de Neuchâtel.

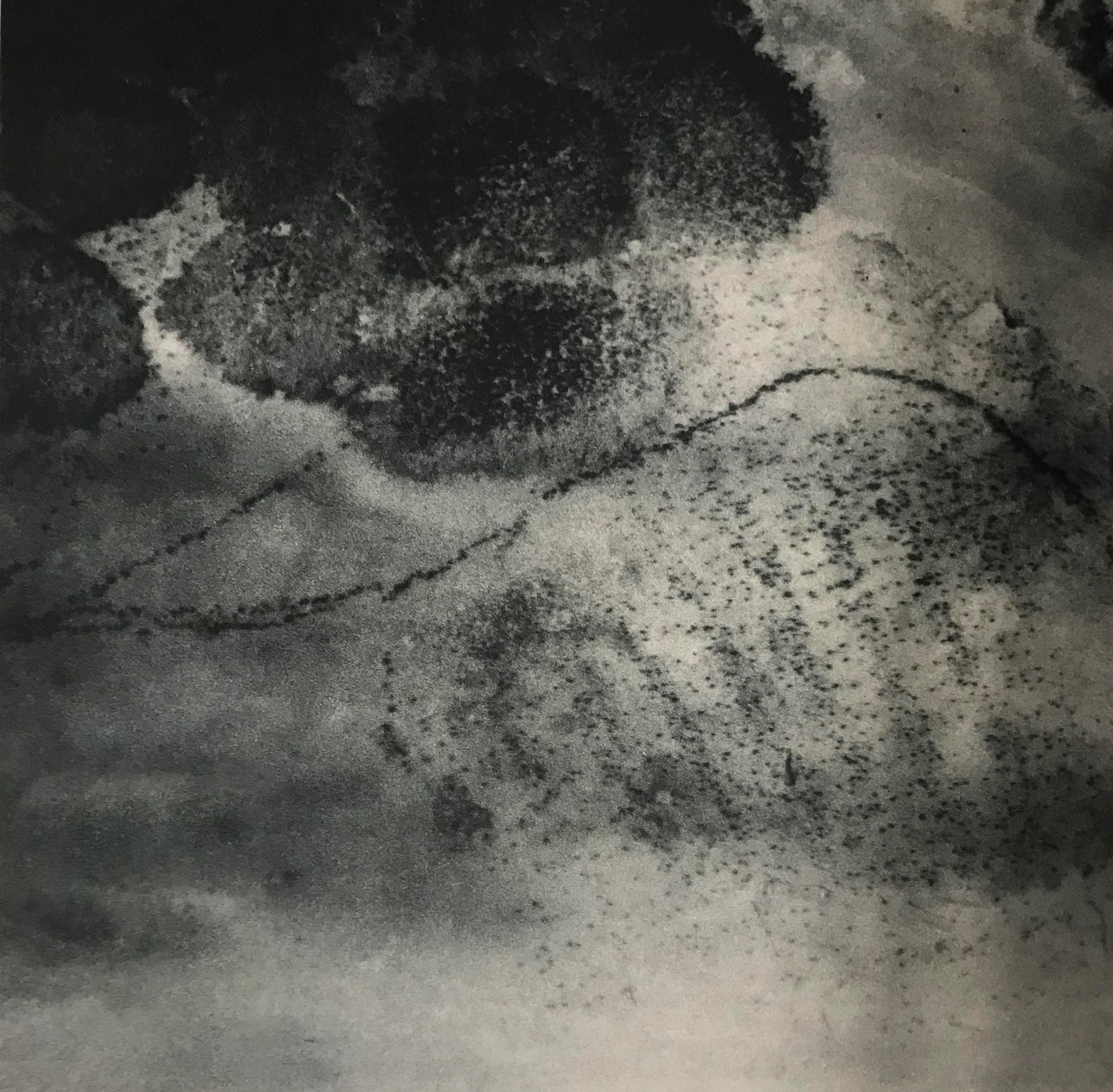
Photographie aérienne du site de Cortaillod-Est réalisée en 1927 sous la direction de Paul Vouga

Depuis 1925 pourtant, aucune recherche de terrain n’est plus effectuée à Cortaillod-Est, et ce n’est qu’en février 1970 que le Centre d’étude des Sports de Neuchâtel organise les premières plongées de reconnaissance sur le site. Cette exploration ouvre la voie à une nouvelle phase de recherche et rapidement les interventions s’y multiplient. En 1978, treize pieux sont sciés sous l’eau pour effectuer une première tentative de datation des structures par dendrochronologie. Celle-ci est réalisée par l’archéologue Heinz Egger et le Laboratoire de dendrochronologie du Musée cantonal d’archéologie de Neuchâtel. Lors du prélèvement des pieux nécessaires à ce projet cependant, la comparaison entre les données de terrain et les archives produites au début du siècle s’avère inquiétante. On constate en effet une érosion très intense du substrat lacustre causée par la baisse artificielle des eaux du lac. Le terrain perd alors près de 10 cm de sédiments par année et dénude d'autant les pieux architecturaux du milieu anaérobique qui les avait jusque-là protégés.
Les conclusions sont sans appel : « Dans quelques années, les sites du Bronze final de Cortaillod allaient être irrémédiablement perdus et ressembleraient à un gigantesque jeu de “Mikado” ». C’est pourquoi dès 1980, le Service cantonal d’archéologie de Neuchâtel propose un plan de sauvetage qui implique à terme la fouille exhaustive des sites de l’Âge du bronze et devra notamment comprendre une étude systématique des pieux par dendrochronologie. Ce projet reçoit en particulier le soutien du Conseiller d’État André Brandt, chef du Départements des travaux publics de Neuchâtel. Cet organe partagera finalement le financement des fouilles de sauvetage avec la Confédération suisse, via la Commission fédérale des monuments historique. De 1979 à 1985, on effectue préalablement puis parallèlement aux fouilles plusieurs campagnes de relevés acoustiques. Ceux-ci s’ajoutent aux nouvelles photographies aériennes réalisées par l’Archéologue Cantonal Michel Egloff sur huit sites de la région qui seront publiées en 1981. C’est d’ailleurs à l’occasion de cette publication que la dénomination actuelle des sites est adoptée sous l’impulsion d’Egloff qui propose, pour éviter toute confusion, de distinguer désormais les villages de Cortaillod-Est et de Cortaillod-Les-Esserts. Il est également le premier dans ce contexte à souligner le « proto-urbanisme remarquable » que présentent ces sites. L’année suivante, un premier carroyage est établi à Cortaillod-Est sur la base des photographies de 1927 qui sera transcrit sur le terrain à l’aide de bouées flottantes. En parallèle aux nouvelles photographie aériennes et aux relevés acoustiques, on effectue aussi une observation des structures à basse altitude grâce à l’emploi d’un ballon à air chaud qui offre un point de vue complémentaire sur les vestiges immergés du village.
De 1981 à 1984 enfin, le site de Cortaillod-Est fait l’objet d’une fouille subaquatique exhaustive sous la direction de l’archéologue Béat Arnold. Lors de ces travaux, la courbe de croissance individuelle de chacun des 2 200 pieux de soutènement que compte encore le site est documentée pour datation. On prélève en outre près de 95 000 galets et 300 artefacts lithiques, plus de 150 000 tessons de céramique, 9 000 fragments osseux et un millier d’objets en bronze. Les fouilles subaquatiques ne se sont déroulées que pendant l'hiver, lorsque les conditions de visibilité sont optimales. Elles ont représenté en tout plus de 1 500 plongées individuelles réparties sur 19 mois de travail, qui ont permis de recueillir plus de 100 tonnes de mobilier archéologique dont la répartition a été documentée sur une surface de 20 000 m2.
Au cours du XXe siècle en particulier, les investigations archéologiques menées sur le village préhistorique de Cortaillod-Est ont donc joué un rôle pionniers par différents aspects. Dès 1927, le site fait l’objet des premières prospections archéologiques par photographie aérienne de suisse, sous l'impulsion de Paul Vouga qui est alors le premier à adapter cette méthode aux vestiges subaquatiques. Puis au cours des fouilles de sauvetage réalisées au début des années 1980, le village est aussi le premier site d’habitat du Bronze final dont la totalité de la couverture lithique a été documentée et cartographiée. À cette occasion, il est enfin le premier site d'habitat immergé ayant été entièrement fouillé sous l’eau. Ces recherches ont donc en premier lieu permis le bénéfice méthodologique que ces innovations supposent. Mais ces travaux ont surtout offert de mettre en lumière l'émergence d’un « proto-urbanisme » singulier au sein du Bronze final, et de reconstituer les principales facettes d’un mode de vie préhistorique complexe, en interaction avec son environnement naturel.
Les objets prélevés sur le site de Cortaillod-Est durant les fouilles du XXe siècle ont enfin été accueillis parmi les collections du musée d'archéologie du Laténium à Hauterive près de Neuchâtel, où une partie de ces vestiges ont été intégrés à l'exposition permanente. Une maquette du village y est également exposée, au sein d'un espace réservé aux habitats palafittiques de la région.

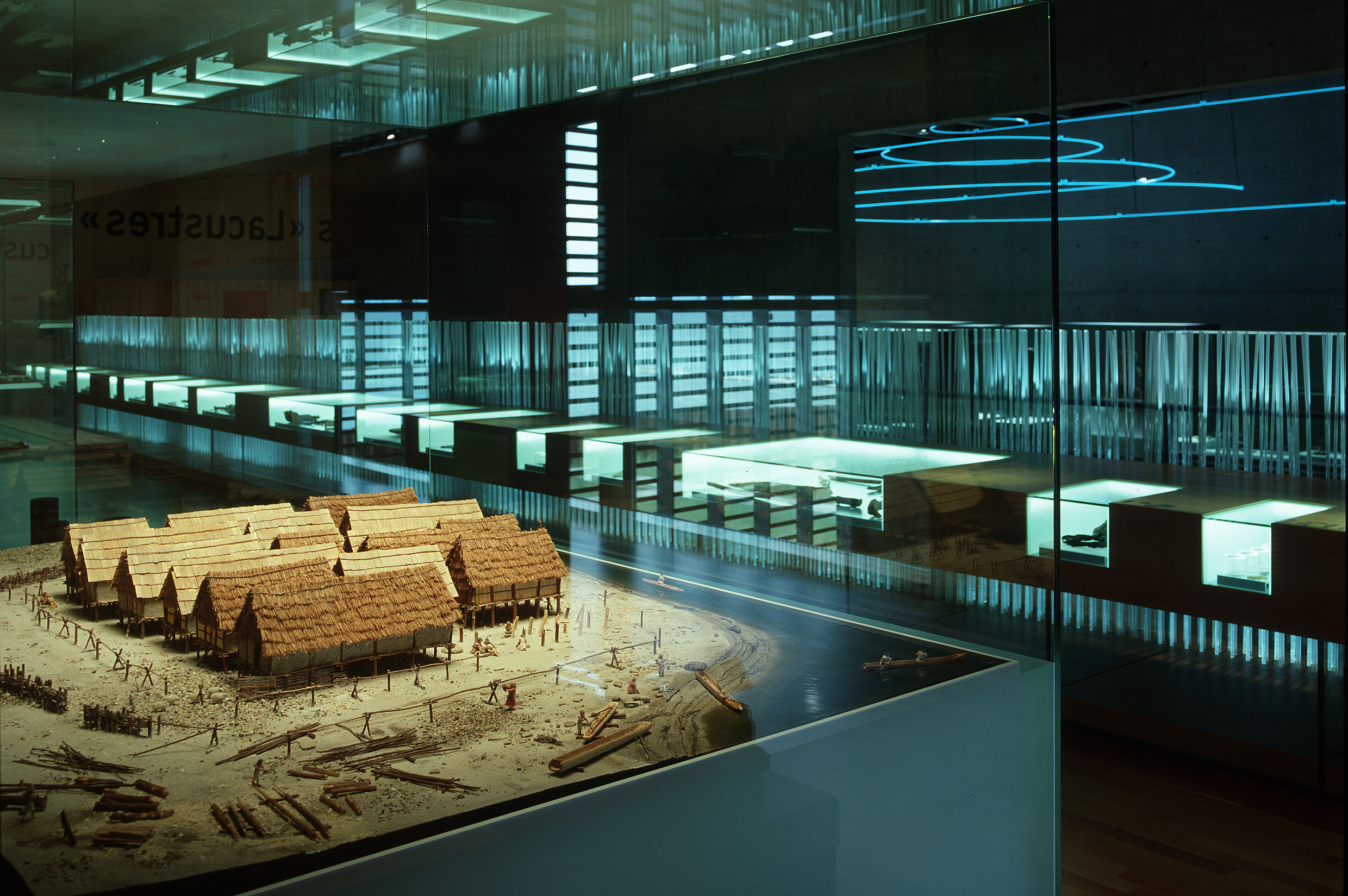
Maquette du village de Cortaillod-Est exposée au musée d'archéologie du Laténium. Photographie Yves André, 2001

## Le modèle d’aménagement du village
Grâce à la dendrochronologie, il a été possible de déterminer la date d’abattage des pieux de chêne documentés sur le site, ce qui a permis de situer dans le temps la construction ou la réfection de chacune des structures architecturales identifiées. Cette démarche a permis de reconstituer l’aménagement du village de Cortaillod-Est en quatre étapes successives qui correspondent à quatre phases d’abattage principales des arbres utilisés (1-4) :
1. De 1010 à 1008 av. J.-C., une première phase d’abattage des chênes nécessaires à la construction du village a lieu qui démontre la planification préalable de celui-ci. Ces abattages ont en effet permis l’érection de trois premières maisons en 1009 puis de neuf nouvelles structures en 1007 av. J.-C. Ce déroulement montre que « [...] les préhistoriques se réservaient la possibilité de développer le village en disposant les maisons sur des rangées parallèles »[19]. Or selon les fouilleurs, c’est précisément cette conception géométrique de l’espace à construire qui justifie le terme de « proto-urbanisme »[20]. Arnold propose en effet d’utiliser ce terme « [...] pour souligner, dans des villages préhistoriques et en particulier ceux du Bronze final du lac de Neuchâtel, la réflexion d’un homme ou d’un groupe sur l’espace à bâtir et la matérialisation de cette réflexion, de cette conceptualisation, sous forme d’un espace construit selon des lignes directrices préconçues. »[20].
2. En 1005 av. J.-C., une seconde phase d’abattage permet d’ériger une digue-palissade qui ceinturera désormais l’agglomération du côté nord, soit en direction du rivage. Quatre nouvelles maisons sont aussi construites dans l’alignement des premières. Étant donné la faible densité des pieux qui constituent l’alignement qu’on a appelé « digue-palissade », cette construction a été interprétée comme une protection chargée de détourner les débordements du delta de l’Areuse, et non comme un ouvrage défensif. « Cette structure est donc l’un des témoins les plus tangibles permettant d’affirmer que le village a été construit sur terre ferme, et non pas au-dessus de l’eau [...].»[21].
3. Entre 997 et 994 av. J.-C., une troisième phase d’abattage correspond à la construction de six nouvelles unités d’habitation, qui s’étendent cette fois au-delà de la zone plane du noyau primitif et débordent sur les talus sud-est et sud-ouest. Il s’agit de la dernière phase d'expansion du village dont la population, au maximum de son extension, peut être estimée entre 100 et 150 personnes[22].
4. De 992 à 991 av. J.-C. enfin, de nouveaux abattages sont effectués pour agrandir la palissade qui connaîtra dès lors sa forme définitive. Cet approvisionnement en bois d’œuvre est poursuivi régulièrement au moins entre 987 et 977 av. J.-C., vraisemblablement pour effectuer les diverses réparations que l’on observe sur les maisons les plus anciennes. On constate en effet que sur certaines structures « [...] des renforts étaient ajoutés régulièrement pendant toute la période d’habitation - et ce jusqu’à l’abandon présumé. »[23].

On ne connaît pas exactement la date d’abandon du village, mais les derniers arbres utilisés pour sa réfection ont été abattus entre 957 et 955 av. J.-C., période à laquelle tout le village semble encore occupé.

## Architecture et organisation spatiale

### L'architecture des maisons
Les maisons de Cortaillod-Est se caractérisent en premier lieu par une grande homogénéité architecturale. Elles sont en effet toutes composées d’un nombre limité de rangées parallèles de quatre pieux de soutènement régulièrement espacées. Chaque maison présente donc trois nefs longitudinales d’égale importance. Leurs dimensions sont par conséquent relativement semblables en largeur (5,50–6,50 m) mais diffèrent davantage en longueur (8,00–15,50 m). Malheureusement, la reconstitution de l’élévation des bâtiments s’avère plus difficile. Il semble néanmoins que chaque maison possédait trois étages : le sol naturel aménagé, un premier étage utile et des combles. Au vu des diverses cartes de répartition, il semble en effet que le sol aménagé sous les maisons ait été praticable, raison pour laquelle on a pu estimer la hauteur du premier plancher à environ deux mètres. Quoi qu’il en soit, « La diversité des vestiges découverts à même le sol, dans les maisons, témoigne de la présence d’activités diverses, artisanales ou domestiques – activités qui se seraient déplacées à l’étage durant la mauvaise saison ou en cas d’inondation. ». On constate également la présence de bâtiments « annexes », qui suivent le même plan que les maisons mais présentent une structure visiblement plus légère.

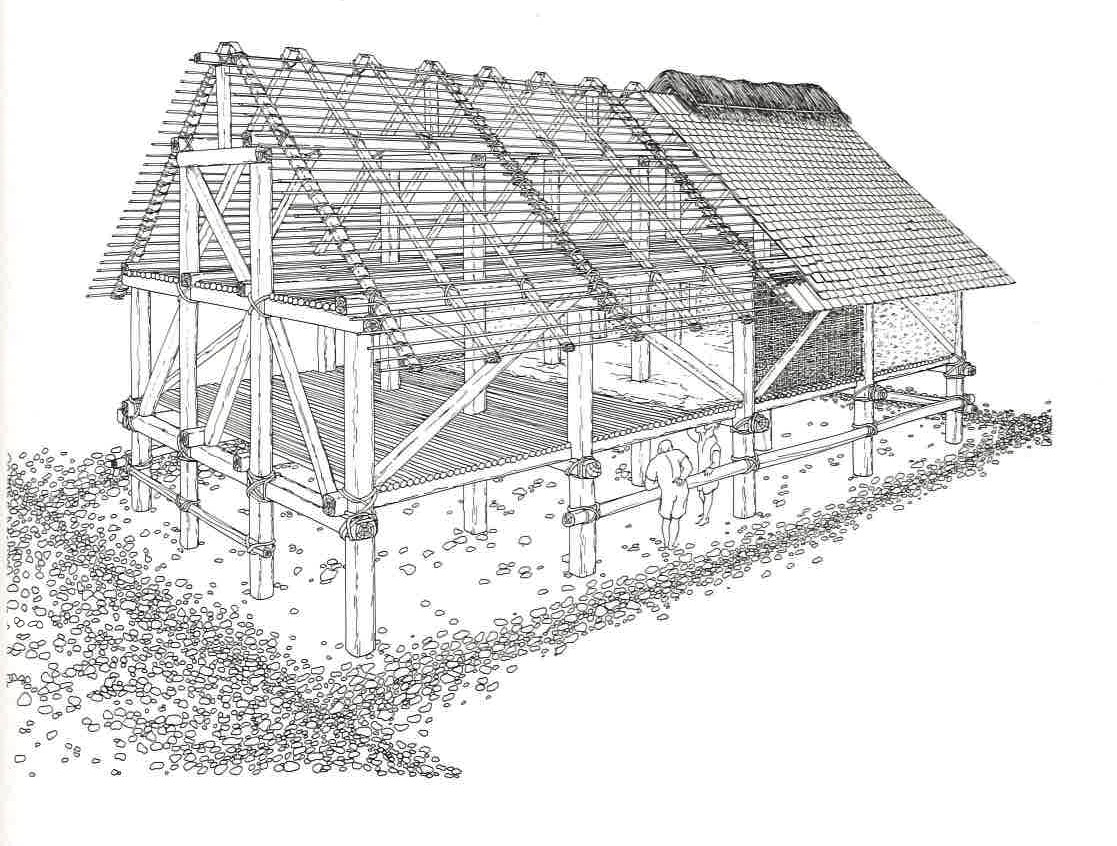
Reconstitution d'une maison de Cortaillod-Est avec deux niveaux d'utilisation. Dessin Arnold, 1990.

Les fouilles archéologiques pratiquées à Cortaillod-Est mais aussi dans l’ensemble du lac de Neuchâtel montrent ainsi que « [...] les maisons à trois nefs ont pris une extension considérable sur le Plateau suisse au Bronze final, devenant même le modèle dominant, les trois nefs ayant une largeur équivalente. ». En plus de Cortaillod-Est, c’est effectivement le cas dans les stations littorales de Bevaix-Sud, de Concise, de Cortaillod-Les-Esserts et de Hauterive-Champréveyres par exemple.

### L'organisation spatiale du village
À Cortaillod-Est, l’agencement des maisons entre elles semble particulièrement compact : presque accolées dans le sens de la largeur, les rangées parallèles qu’elles forment ne sont séparées que par des ruelles pavées de un à deux mètres de largeur. Il semble donc qu’aucun espace ouvert d’importance n’ait été aménagé au cœur du village : « En fait, la structure du village de Cortaillod-Est montre clairement une zone centrale, occupée par un ensemble compact de maisons, sans aire ouverte de grande dimension, et des surfaces dégagées et aménagées à la périphérie de la zone bâtie, mais dans les limites du village matérialisées par la palissade-digue et les clôtures. ». De toute évidence, les étables et les activités artisanales telles que la production de céramiques se situaient en revanche au-delà de la palissade.
Cette organisation compacte de l'habitat se retrouve d'ailleurs sur la majorité des villages lacustres, alors même que l'espace que propose leur environnement littoral est en général illimité. Cette caractéristique pourrait indiquer une forte organisation sociale.

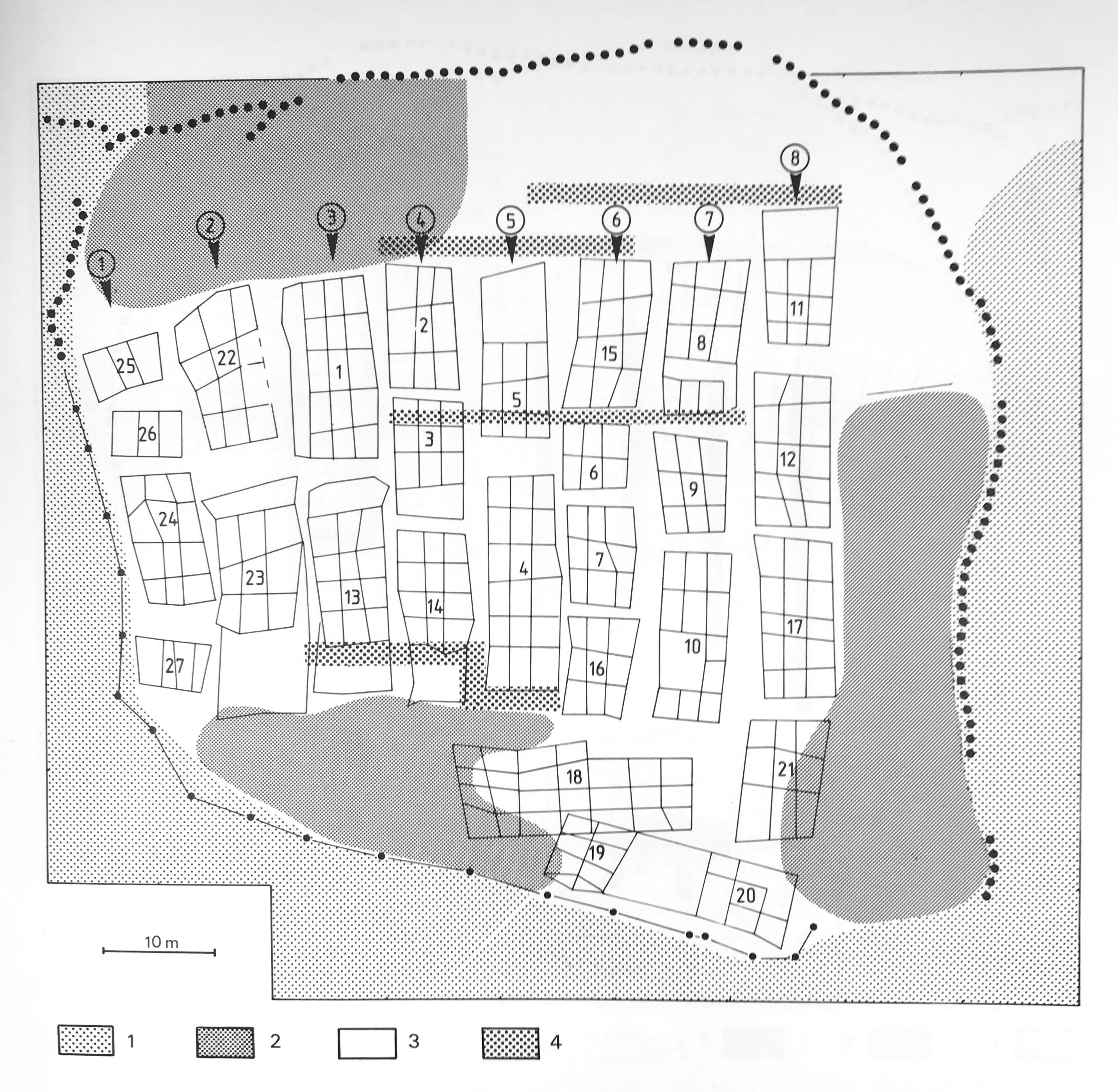
Modèle d'aménagement et organisation spatiale du Village de Cortaillod-Est selon Ribaux, 1986. (Articulation: 1: périphérie 2: espaces ouverts 3: zone construite 4: fronts transversaux).

Sur le site de Cortaillod-Est comme évoqué, aucune couche archéologique ne subsistait lors des fouilles extensives. L’organisation spatiale des vestiges en place se limite donc, en dehors des pieux de soutènement, aux objets de bronze et aux pierres dont le poids a limité les déplacements. Grâce à l’abondance de ces dernières, l’étude de la couverture lithique a représenté une source de renseignements majeure pour comprendre l’organisation du village. En effet, la différence de composition entre les pierres présentes sur le site et celles de la plage de galets qui la jouxte indique « [...] un choix sélectif, tant au niveau pétrographique que granulométrique [...]. ». Le sol de circulation a donc bien fait l’objet d’un empierrement volontaire. Par ailleurs, une documentation assidue de ces galets a permis d’établir que « La répartition spatiale des différentes composantes de la couverture lithique est déterminée de manière nette par l’articulation générale et par l’évolution du village. Dans de nombreux cas, elle souligne et confirme le plan basé sur l’étude des pieux des structures individuelles et des transformations de ces dernières ». La couverture lithique du site résulte donc bien de l’aménagement et de la consolidation du sol d'implantation par les préhistoriques, consolidation certainement exécutée en raison de la texture tendre et humide du substrat lacustre. Ce paléosol d'installation a par ailleurs fait l’objet d’un empierrement d’importance variable, « [...] certaines zones ou places étant même recouvertes par un véritable pavage. ».

## Exploitation des ressources et organisation sociale

### La prédation
Les vestiges archéologiques témoignent d’une économie basée principalement sur l’agriculture et l’élevage dans la région des Trois Lacs au Bronze final. Pourtant, l’exploitation de l’environnement par la prédation semble encore avoir constitué un apport alimentaire significatif dans le contexte de Cortaillod-Est. Parmi les restes osseux prélevés sur le site, on constate effectivement la présence de presque 10 % de faune chassée, que représentent onze mammifères sauvages et notamment le cerf, le chevreuil, le sanglier et l’élan qui indiquent une chasse hétérogène. De même, la cueillette devait être pratiquée et « [...] en lisière surtout, elle est aussi très bien attestée sur des sites voisins (noisettes, glands, baies, prunelles, pomme...). ». Cependant, l’absence de couche archéologique conservée interdit de vérifier son importance à Cortaillod. La pêche y est enfin documentée par un ensemble de plus de cent hameçons de bronze parmi lesquels il a été possible de distinguer 13 groupes typologiques. Or la forme et les dimensions de ces hameçons doivent correspondre à des types de pêche et de poissons spécifiques et leur hétérogénéité atteste donc d’une forte diversité des ressources halieutiques exploitées par les habitants du village.

### L'agriculture
Au nord du site de Cortaillod-Est, la pleine alluvionnaire de l’Areuse et le plateau situé entre Bevaix et Boudry ont pu représenter pour les habitants du village un terroir favorable à l’agriculture, dans une région où « [...] le cadre botanique du Bronze final ne devait pas être très différent de celui que nous connaissons actuellement. » Les analyses polliniques pratiquées sur les strates géologiques du site témoignent effectivement des pratiques agricoles préhistoriques puisque « La courbe des céréales marque la présence plus ou moins continue de l’homme durant la période Holocène. ». Malheureusement, l’absence de couche archéologique conservée sur le site et la difficulté de reconnaître un horizon stratigraphique qui lui correspond dans la région limitent également notre degré de connaissance de l’agriculture menée dans les environs de la baie de Cortaillod. Un abondant matériel de mouture a néanmoins pu être prélevé au sein de la digue-palissade qui atteste du volume de cette activité. On a en effet découvert 72 meules à grain, pour la majorité constituées de granit. Leur morphologie et leur fonctionnement semblent d’ailleurs spécifiques au Bronze final.

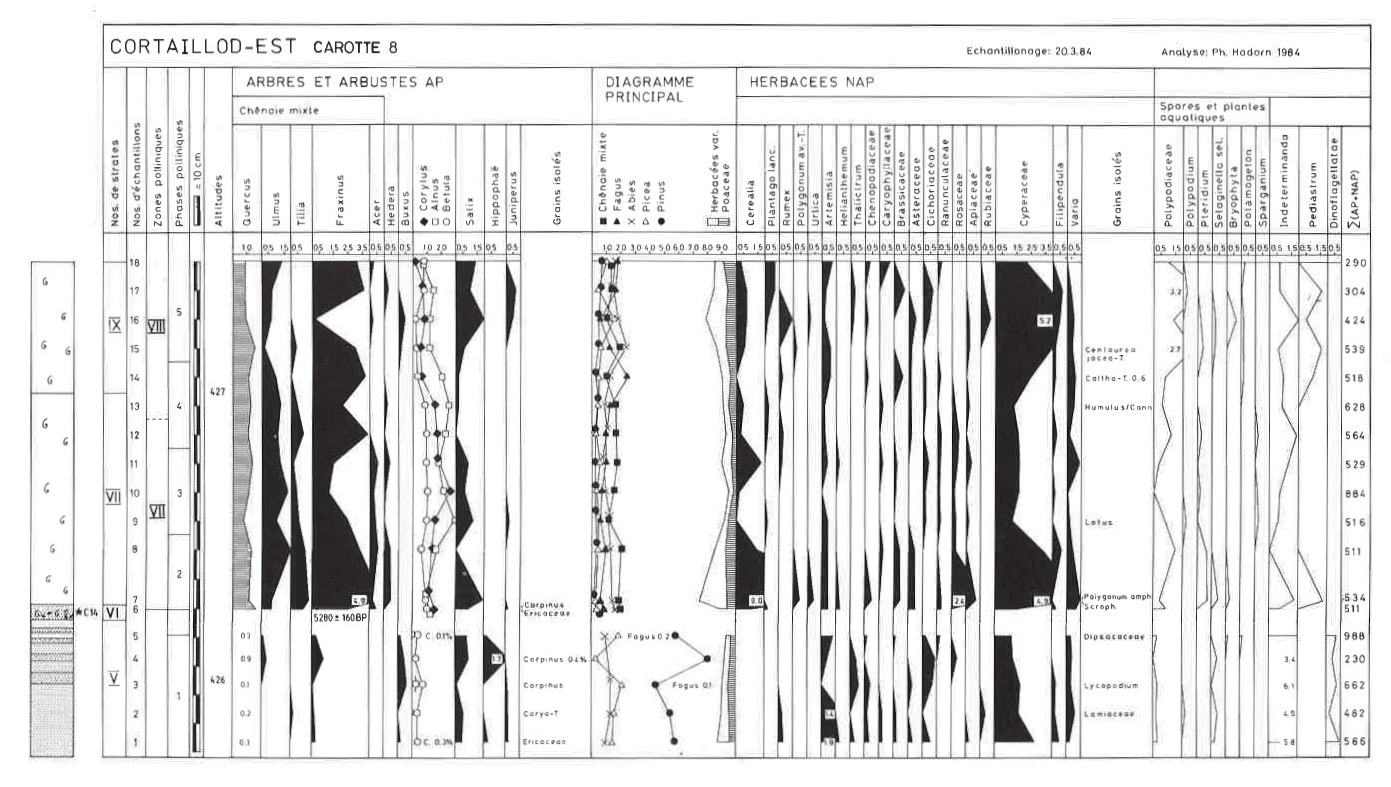
Diagramme pollinique du site de Cortaillod-Est (carotte no 8), selon Borrello et al. 1986.

De toute évidence, l’exploitation forestière a également représenté une activité importante pour obtenir le bois nécessaire aux constructions. De nombreux arbres pourraient d’ailleurs avoir été traînés sur de longues distances au regard des profondes traces de frottement qu’ils présentent, et le débitage des gros chênes par fendage a vraisemblablement eu lieu sur le site d’abattage. Cette activité de fendage pratiquée sur les troncs de plus larges diamètres avant la construction pourrait également indiquer un travail communautaire, vu l’ampleur de l’ouvrage, mais guidé par un ou plusieurs spécialistes. En effet, « [...] la proportion élevée de pieux refendus que doivent présenter les chênes abattus dans ce but trahissent indubitablement la présence de spécialistes. »

### L'élevage
De manière générale, le matériel osseux du site de Cortaillod-Est est mal conservé à cause de l’érosion lacustre, et seuls 39 % des ossements ont pu recevoir une détermination spécifique. Il a néanmoins été possible de produire une image détaillée du bétail élevé par les habitants du village où « Comme pour les autres sites contemporains de la région, les caprinés dominent (chèvres et mouton), suivis de près par le bœuf. Le porc n’est que faiblement représenté ; quant au cheval, on n’en possède que quelques fragments.» Le bœuf représente en effet 33,4 % du corpus osseux déterminé, alors que chèvres et moutons rassemblés en représentent 54 %. Parmi ces derniers, la plupart ont été abattus à l’âge adulte, alors que pour ce qui est des bovidés il semble que les animaux âgés soient rares. Un fragment de crâne de mouton sans cornes montre en outre que cette caractéristique apparue dès le Néolithique moyen en Suisse s’est développée jusqu’à devenir fréquente au Bronze final. On mentionnera enfin les quelque 105 ossements de chien récoltés sur le site qui correspondent à au moins huit individus « [...] robustes, avec des mandibules massives et fortes. ». Au Bronze final de Cortaillod-Est, le chien semble en tout cas plus grand et plus puissant qu’au Néolithique.
Dans l’ensemble, la forte proportion de caprinés et le taux accru d’animaux domestiques que présente le village constitue d’ailleurs « [...] un changement net par rapport aux faunes du Néolithique et du Bronze ancien et moyen, changement également observé sur d’autres sites littoraux de Suisse orientale. ».

### L'artisanat
Les vestiges découverts à Cortaillod-Est témoignent de la pratique de diverses activités artisanales complexes, et notamment de la métallurgie, de la vannerie, de la poterie et du tissage.

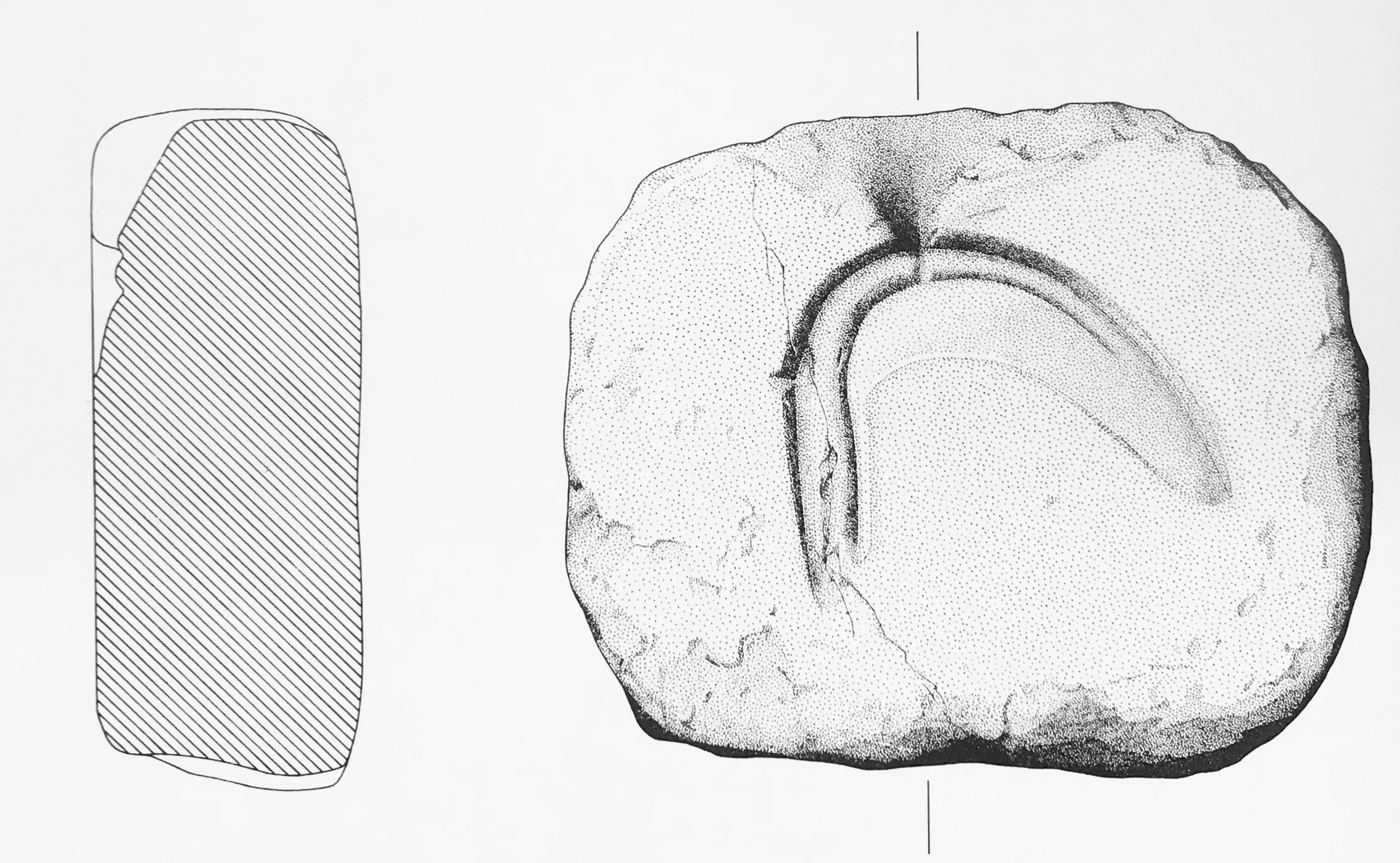
Moule de faucille en molasse découvert à Cortaillod-Est. Dessin Ribaux 1986.

La présence de métallurgie du bronze a été démontrée par la découverte d’un moule de faucille en molasse et d’une vingtaine de fils d’étain tordus, sans que l’on puisse localiser les aires dédiées à cette pratique. Dans l’ensemble, les artefacts de bronze présents sur les sites lacustres ont fait l’objet de diverses interprétations. Avant les ramassages des antiquaires au XIXe siècle, les objets métalliques étaient en effet souvent présents en grand nombre sur ces sites. Certains auraient même pu faire l’objet d’une immersion volontaire à vocation rituelle. Quoi qu’il en soit, l’abondance de ces objets précieux matérialise bien « [...] des pratiques socialement codifiées, dont les motivations étaient multiples (sociales, économiques, politiques, idéologiques) et complexes, à l’image de la société de l’époque. ».
Fait rare en archéologie préhistorique, la pratique de la vannerie nous est connue à Cortaillod-Est par deux fragments de récipients en saule ayant joui d’une conservation exceptionnelle. Quant au tissage, de nombreuses fusaïoles de céramique attestent de la pratique du filage, alors que des anneaux de terre cuite qu’on appelle « torches » ont été interprétés comme des poids de métier à tisser, sans que l’on puisse ni s’en assurer ni localiser d’aire réservée à la production de textile. La grande quantité de céramique recueillie sur le site indique enfin une intense activité de poterie. Cependant, aucun cadre évolutif ne peut être proposé pour la production propre au village à cause de l’absence de données stratigraphiques. C’est pourquoi à Cortaillod-est, « [...] la distinction entre les trois phases Halstatt A2, B1 et B2 reste malheureusement formelle et dérivée d’une comparaison avec les catégories typologiques traditionnelles. ». On a néanmoins pu différencier treize formes de céramiques fines et grossières, qui présentent une forte homogénéité avec les sites du Bronze final de la région de Neuchâtel. Chacune de ces formes a en effet pu être rapprochée d’exemples similaires découverts à Auvernier, à Hauterive-Champréveyres, à Neuchâtel-Le-Crêt ou à Bevaix.
Parmi cet abondant mobilier céramique, le site a également révélé la présence au sein du village de nombreux croissants d’argile mal cuits, objets typiques du Bronze final dont la fonction supposée a fait l’objet de nombreuses études. Dans le cadre des fouilles de Cortaillod-Est, on a retenu une interprétation symbolique de ces objets, qui pourraient représenter des têtes de taureau. Quoi qu’il en soit, la répartition de ces croissants d’argile au sein du village « [...] se superpose exactement à la zone couverte pas les habitations, indiquant que ces artefacts font ici partie du mobilier en relation avec les maisons. ».

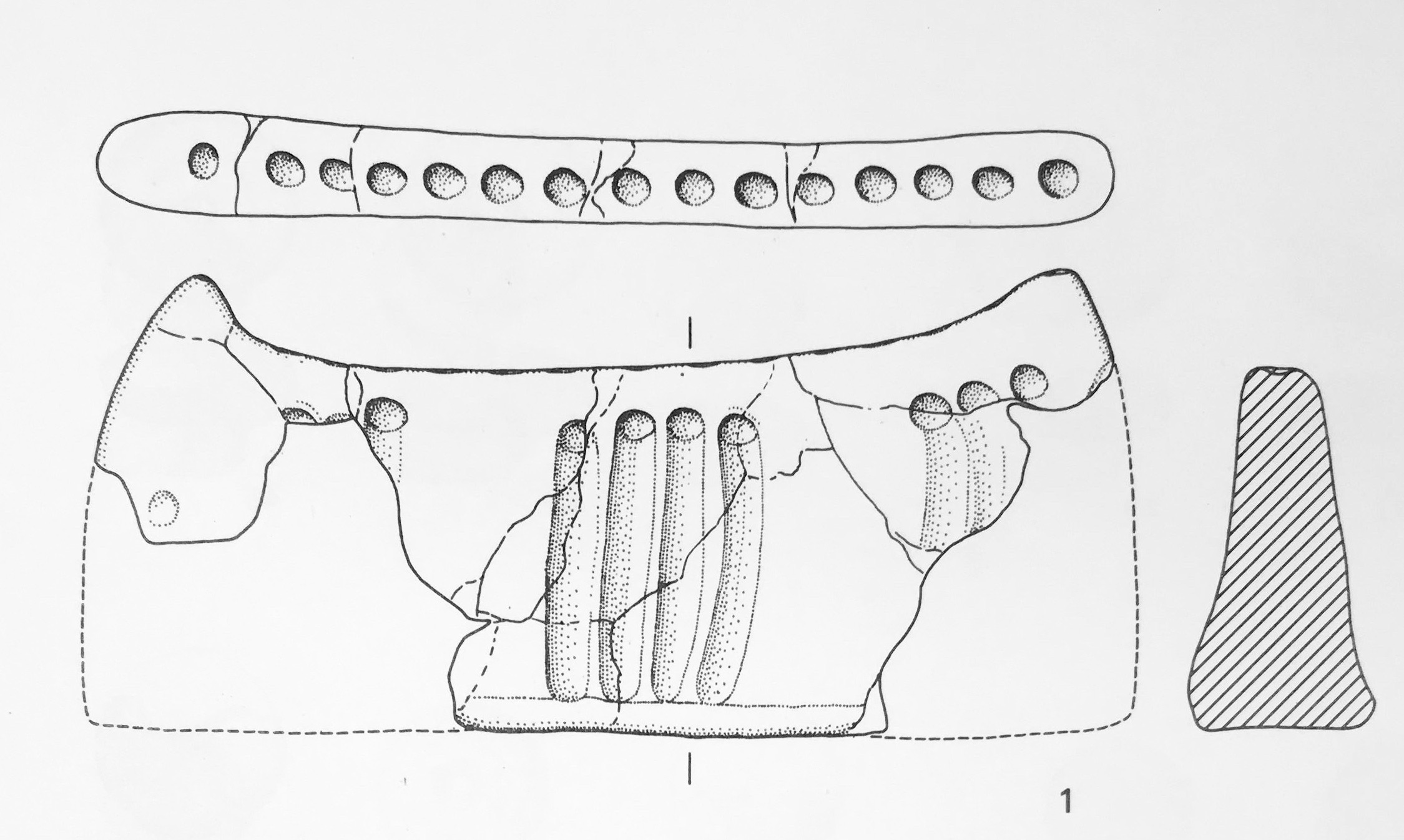
Croissant d'argile découvert à Cortaillod-Est. Dessin Arnold, 1986.